# Bumerang

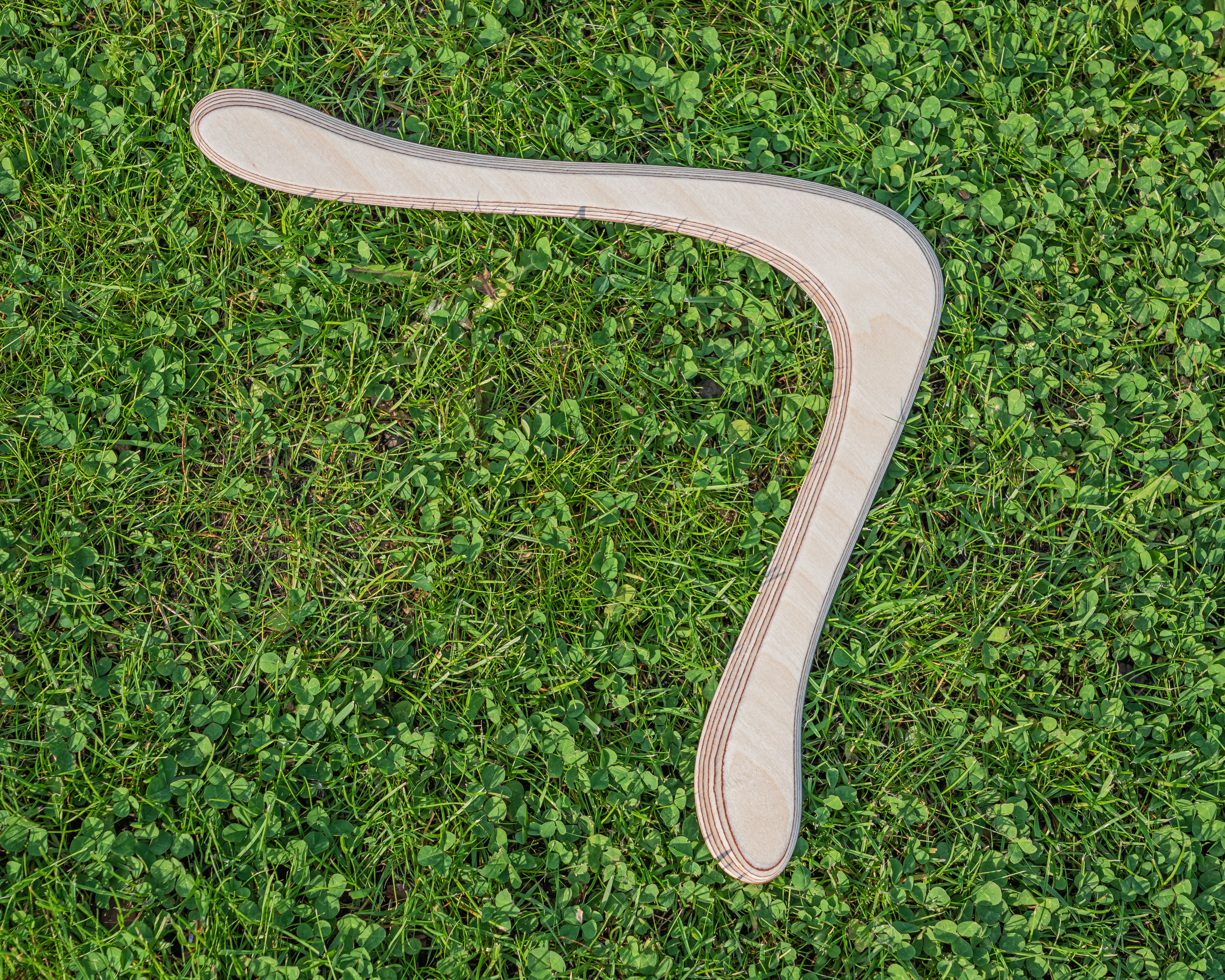
Typický vracející se bumerang

Bumerang je jednoduchý dřevěný nástroj užívaný k různým účelům. Je prvotně spojován s původními obyvateli Austrálie, i když ho lze najít i v různých oblastech Afriky či u některých indiánských kmenů v Americe. Na polské straně Tater byl nalezen dosud nejstarší bumerang, jehož stáří je odhadováno na zhruba 20 000 let. Podle účelu bumerangu se liší i jeho tvar, nejznámější je vracející se bumerang, který v případě, že je správně odhozen, letí na zakřivené dráze a vrací se na místo vypuštění. Jiné bumerangy se ale nevracejí a některé se dokonce vůbec nevyhazují a původní obyvatelé Austrálie je používali jako ruční zbraň k boji. Bumerangy užívané jako lovecké nástroje, které se vrhaly po přímé dráze a nevracely se zpět, aboridžinci nazývají kylie. Bumerangy slouží jako nástroje na lov, hudební nástroje, zbraně nebo hračky. Jejich velikost se pohybuje v rozmezí od 10 centimetrů do 2 metrů délky.

## Historie
Nástroje podobné bumerangům, různé lovicí hůlky, byly užívány k lovu, náboženským obřadům i zábavě po celém světě. Jejich původ není zcela jasný: objeveny byly v Evropě, Egyptě, nejznámější jsou ale bumerangy australské. Tamní původní obyvatelé je používali po tisíce let. Jméno se odvozuje od slova bou-mar-rang kmene Turuwal, sídlícího v oblasti současného přístavu v Sydney.

## Tvar

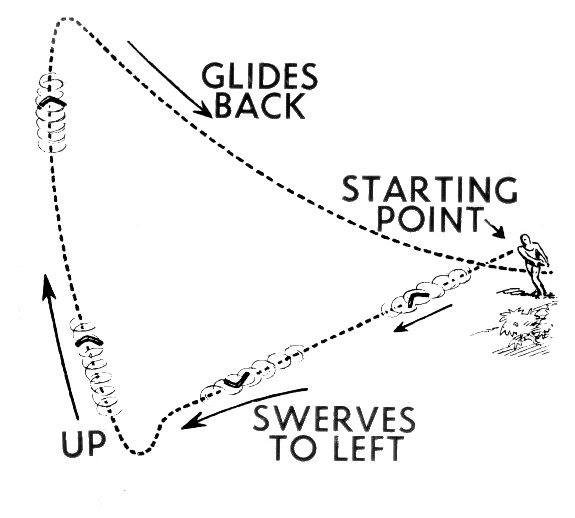
Dráha letu bumerangu

Vracející se bumerang má profil křídla. Pokud je vyhozen s příslušnou rotací, vytváří se aerodynamický vztlak, který jeho dráhu zakřivuje. Bumerangy k lovu jsou obvykle větší a těžší, po zasažení kořisti padají k zemi. Sportovní bumerangy jsou lehké a malé, váží méně než 100 gramů.
Existují bumerangy pravotočivé a levotočivé, pravotočivý svou dráhu zakřivuje doprava a naopak. Oba je možné házet oběma rukama, ale směr letu tím nelze ovlivnit. Je nutné respektovat jeho směr a házet zhruba 45° oproti němu. Bumerangu je třeba udělit spíše větší rotaci než dopřednou rychlost. Pokud je správně hozen, ve vzduchu působením fyzikálních sil letí po obloukové dráze a vrátí se zpět. Při návratu by se měl snášet ve vodorovné poloze. Bezpečný způsob chytání je mezi obě ruce (na způsob sendviče).
Bumerang se obvykle hází s úhlem naklonění cca 45° od vertikály a směr hodu vpřed je mírně nad vodorovnou úroveň. Speciální typy sportovních bumerangů pro 'LD = Long Distance' se hází s úhlem naklonění téměř vodorovně.
V roce 2008 bumerang otestoval v kosmu japonský astronaut Takao Doi a potvrdil, že se vrací i ve stavu beztíže.

## Sportovní bumerang

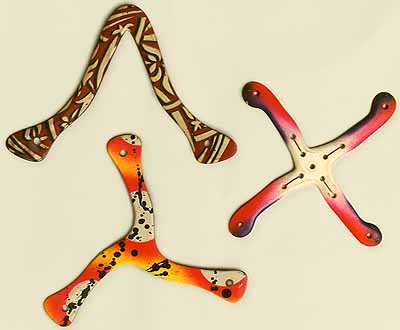
Moderní sportovní bumerangy

Dnes jsou bumerangy hlavně náčiním pro zábavu a sport. Sportovních disciplín pro házení bumerangem je celá řada:
- výdrž ve vzduchu
- triky při chytání
- rychlé chytání
- žonglování se dvěma bumerangy

ad.

### Disciplíny
- Aussie Round (australské kolo) – Bumerang má překonat vzdálenost 50 metrů a být chycen v místě odhodu.
- Accuracy – Přesnost. Body se udělují podle toho, jak blízko bumerang přistane k místu odhodu (nechytá se), poté, co letěl min. 20 m daleko.
- Endurance – Vytrvalost. Hodnotí se počet chycení bumerangu ze vzduchu za dobu pěti minut. Bumerang musí pokaždé letět min. 20 m daleko.
- Fast Catch – Rychlé chytání. Hodnotí se minimální čas na pět vyhození a chycení bumerangu v řadě. Bumerang musí pokaždé letět min. 20 m daleko.
- Trick Catch & Doubling – Trikové chytání. Body se udělují za těžká chytání (za zády, mezi nohama, vleže bez pomoci rukou...) Provádí se nejprve jedním bumerangem (trick catch) a pak dvěma bumerangy zároveň (doubling).
- LD ~ Long Distance – Vzdálenost. Hodnotí se maximální dosažená vzdálenost, než se bumerang začne vracet, při návratu musí překonat čáru odhodu, ale není nutné ho chytit.
- MTA ~ Maximum Time Aloft – Maximální výdrž ve vzduchu.
- Juggling – Žonglování se dvěma bumerangy.

### Vybrané světové rekordy
| Disciplína        | Výsledek     | Jméno          | Rok  |
| ----------------- | ------------ | -------------- | ---- |
| Vytrvalost        | 81 chycení   | Manuel Schütz  | 2006 |
| Rychlé chytání    | 14,60 s      | Christian Ruhf | 1996 |
| Vzdálenost        | 238 m        | Manuel Schütz  | 1999 |
| Opakované chytání | 1297 chycení | Manuel Schütz  | 2005 |

Pozn.: Rekordy platné k červnu 2007